# Chemainus (British Columbia)
Chemainus ist eine Gemeinde in der kanadischen Provinz British Columbia. Sie liegt im Cowichan Valley Regional District südwestlich auf Vancouver Island. Die Gemeinde liegt, durch einige vorgelagerte Inseln der Gulf Islands getrennt, an der Straße von Georgia.

## Geschichte
Chemainus lebt traditionell von der Forstwirtschaft. 1858 wurde die Gemeinde aus einer Ansiedlung von Holzfällerlagern gegründet und am 1. Juli 1871 wurde das Chemainus Post Office eröffnet. 1880 erreichte dann auch die Eisenbahn auf ihrem Weg Richtung von Victoria nach Nanaimo die Gemeinde und führte zu einem weiteren Wachstum. Die Geschichte der Ansiedlung reicht jedoch weiter zurück, da vor einer Ansiedlung von Europäern das Gebiet schon Siedlungs- und Jagdgebiet der First Nation war.
Als Gemeinde wurde die Ansiedlung erstmals offiziell im 9th Report of the Geographic Board of Canada vom 30. Juni 1910 aufgeführt.
Am 13. Januar 2006 wurde vor der Küste, im Stewart Kanal, eine ausgeschlachtete Boeing 737 als künstliches Riff versenkt.

## Demographie
Die letzte offizielle Volkszählung, der Census 2016, ergab für die Ansiedlung eine Bevölkerungszahl von 3.021 Einwohnern, nachdem der Zensus 2011 für die Gemeinde noch eine Bevölkerungszahl von 2.914 Einwohnern ergab. Die Bevölkerung nahm damit im Vergleich zum letzten Zensus im Jahr 2011 um 3,7 % zu und entwickelte sich entgegen dem Provinzdurchschnitt schwächer, dort mit einer Bevölkerungszunahme von 5,6 %. Im Zensuszeitraum 2006 bis 2011 hatte die Einwohnerzahl in der Gemeinde noch um 3,3 % zugenommen, während sie im Provinzdurchschnitt um 7,0 % zunahm.
Zum Zensus 2016 lag das Durchschnittsalter der Einwohner bei 55,7 Jahren und damit weit über dem Provinzdurchschnitt von 42,3 Jahren. Das Medianalter der Einwohner wurde mit 61,3 Jahren ermittelt. Das Medianalter aller Einwohner der Provinz lag 2016 bei 43,0 Jahren. Zum Zensus 2011 wurde für die Einwohner der Gemeinde noch ein Medianalter von 57,7 Jahren ermittelt, bzw. für die Einwohner der Provinz bei 41,9 Jahren.

## Verkehr
In Chemainus ist ein Fähranleger der BC Ferries. Von diesem Terminal werden Verbindungen nach Penelakut Island (ehemals Kuper Island) und Thetis Island bedient.
Weiterhin verläuft der Highway 1A unmittelbar durch die Gemeinde, während der Trans-Canada Highway (Highway 1) westlich an der Gemeinde vorbeiführt.
Durch die Gemeinde verläuft ebenfalls auch eine Eisenbahnstrecke der Esquimalt and Nanaimo Railway.

## Tourismus
Eine touristische Attraktion des Ortes sind die 47 Wandbilder. Die Bilder stellen Szenen aus der Vergangenheit des Ortes da.

Wandmalerei an der Touristeninformation
Holzfäller bei der Arbeit
Holztransport mit Ochsen
Holztransport durch chinesische Arbeiter
Stadtszene